# 努克西斯
努克西斯（義大利語：Nuxis），是意大利撒丁大区南撒丁省的一个市镇。总面积61.46平方公里，人口1694人，人口密度27.6人/平方公里（2009年）。ISTAT代码为107013。